# Gonomyia (Leiponeura) molokaiensis
Gonomyia (Leiponeura) molokaiensis is een tweevleugelige uit de familie steltmuggen (Limoniidae). De soort komt voor in het Australaziatisch gebied.